# Gottlieb von Jagow
Gottlieb von Jagow (22 juin 1863 - 11 janvier 1935) est un diplomate allemand. Il est ministre allemand des Affaires étrangères de 1913 à 1916.

## Biographie
Il descend de l'ancienne famille noble brandebourgeoise von Jagow, mentionnée pour la première fois dans un document en 1268 et qui possède un château dans l'Altmark depuis le XIVe siècle. Son père, Karl von Jagow (de), et son frère aîné, Günther von Jagow (de), sont les deux députés du Parti conservateur allemand.
Dès 1914, Jagow organise une Commission pour déterminer les responsabilités dans le déclenchement de la Première Guerre mondiale et dédouane la Triplice pour convaincre les pays neutres de se ranger derrière l'Allemagne. Il publie en 1919 un ouvrage pour justifier ses prises de position durant l'été 1914 : Origines et déclenchement de la guerre mondiale.
Selon l'historien austro-américain Friedrich Katz (1927—2010), Jagow est le principal artisan d'un plan destiné à provoquer une guerre entre les États-Unis et le Mexique. À cette époque, la Révolution mexicaine a créé de fortes tensions entre les deux pays, et Jagow espère que ce nouveau conflit dissuaderait les États-Unis d'intervenir en Europe.